# Реавиз
Медицинский университет «Реавиз» — комплекс частных медицинских образовательных и медицинских учреждений, осуществляющих образовательную (среднее специальное, высшее и последипломное образование в городах Самара, Москва, Санкт-Петербург, Саратов) и медицинскую деятельность. Имеет представительство в г. Бургас (Болгария). Основан в 1993 году. Выдаёт дипломы и свидетельства о медицинском образовании государственного образца. Для студентов и ординаторов предусмотрены бюджетные места.

## История
Медицинский университет «Реавиз» организован в Самаре в 1993 году по инициативе ученых Самарской области — академика РАМН А. Ф. Краснова, академика РАМН Г. П. Котельникова, профессора И. П. Балмасовой — как дочерняя структура Самарского государственного медицинского университета. В первые годы существования обучение базировалось в корпусах Самарского государственного медицинского университета, затем была усилена собственная материальная база и университет полностью перешёл к работе на собственных базах. В становлении вуза большую роль сыграла профессор В. Д. Иванова. Название «Реавиз» является аббревиатурой слов «Реабилитация, врач и здоровье». Значительный вклад в становление института внёс академик РАН В.Н. Шабалин, являющийся в настоящее время президентом университета. Ректорами университета были Г.П. Котельников (1993-1995), И.П. Балмасова (1995-2004), Н.К. Елина (2004-2009), Н.А. Лысов (2009-2022), И.О. Прохоренко (20022 - н.в.).
Филиалы Медицинского университета "Реавиз" в Москве и Саратове были открыты в 2010 году, в Санкт-Петербурге в 2011 году. В настоящее время являются самостоятельными образовательными учреждениями, действующими в рамках университетского комплекса.
В конце 2015 года Рособрнадзор запретил набирать студентов в саратовский филиал вуза и приостановил госаккредитацию мединститута, что «Реавиз» оспорил в судебном порядке. В 2015 году «Реавиз» был оштрафован самарской прокуратурой за ненадлежащее хранение прекурсоров, наркотических и психотропных веществ.
Почётным ректором и учредителем вуза является российский хирург д.м.н. профессор Николай Александрович Лысов.

## Система обучения
В вузе создана последовательная система подготовки врачебных кадров: довузовская подготовка, базовое дипломное образование, последипломная и дополнительная подготовка.
- Абитуриенты могут поступить на факультет среднего профессионального образования. Занятия там проводят те же самые преподаватели, которые читают лекции студентам университета.
- На базе 11 классов университет обучает студентов на лечебном стоматологическом, медико-социальном и фармацевтическом факультетах.
- После получения дипломов студенты могут пройти аспирантуру, ординатуру.
- На факультете непрерывного медицинского образования работают курсы повышения квалификации для врачей и средних медицинских работников.

## Структура
В университете действуют 14 кафедр:
- Кафедра гуманитарных дисциплин
- Кафедра естественно-научных дисциплин
- Кафедра медико-биологических дисциплин
- Кафедра морфологии и патологии
- Кафедра фармации
- Кафедра реабилитологии и сестринского дела
- Кафедра акушерства и гинекологии
- Кафедра внутренних болезней
- Кафедра общественного здоровья и здравоохранения
- Кафедра стоматологии
- Кафедра стоматологии последипломного образования
- Кафедра хирургических болезней
- Кафедра клинической медицины
- Кафедра клинической медицины последипломного образования

## Преподавательский состав
Почётный ректор университета «Реавиз» — член Совета ректоров Самарской области, доктор медицинских наук, профессор Николай Александрович Лысов.
В штате университета работают академик РАН В.Н. Шабалин (кафедра клинической медицины, Москва), член-корреспондент РАН С.И. Емельянов (кафедра хирургических болезней, Москва).
Образовательный процесс обеспечивают преподаватели, более 85 % из которых имеют учёные степени и звания, 30 % — доктора наук, профессора.

## Клинические базы
В Москве и Московской области:
- Больница Центросоюза Российской Федерации
- Мытищинская городская клиническая больница
- Долгопрудненская центральная городская больница»
- Психиатрическая клиническая больница No 4 им П. Б. Ганнушкина
- Бюро медико-социальной экспертизы Московской области
- Щелковская стоматологическая поликлиника»
- Научно-исследовательский институт фармакологии имени В. В. Закусова
- Юсуповская больница
- Центральный научно-исследовательский институт туберкулеза

В Самаре
- Клиники Медицинского университета "Реавиз"
- НУЗ «Дорожная клиническая больница на ст. Самара» ОАО «РЖД»
- ГБУЗ СО «Самарская городская стоматологическая поликлиника No 2 Промышленного района»
- ГБУЗ СО «Самарская городская клиническая больница No 8»
- ГБУЗ "Самарская городская клиническая больница No 1 им. Н. И. Пирогова
- ГБУЗ "Самарская городская больница No 4
- Клиника Ринос
- Клиника Реацентр
- ГБУЗ СО «Самарская городская детская клиническая больница No 1 имени Н. Н. Ивановой»
- Институт красоты Проф
- Автономная некоммерческая организация «Больница No 1 Тольятти»
- ГБУЗ СО «Самарская городская поликлиника No 6 Промышленного района»
- ГБУЗ СО «Самарская городская больница No 7»
- ФГКУ «426 военный госпиталь» Минобороны России
- ГБУЗ СО «Самарская городская больница No 10»

## Научная деятельность
В структуре университета действуют научные подразделения:
- Первый НИИ геронтологии и реабилитации
- Лаборатория пластинации морфологического материала
- НИИ атеросклероза и дислипидемий
- Академия стоматологии
- НИИ персонифицированных биомедицинских технологий

Издаются научные реферируемые журналы из перечня ВАК
- Вестник медицинского института «Реавиз»[7]
- Морфологические ведомости [8]

Университетом ежегодно проводятся всероссийские научные конференции "Научная весна" (для студентов и молодых ученых), "Научная осень" (для дипломированных специалистов).
С 2007 года в медицинском университете «Реавиз» выпускается газета «Totum Verum» (в переводе с латинского «Вся правда»).

## Рейтинги
Согласно мониторингу РИА Новости и НИУ-ВШЭ, проводившемуся в рамках совместного проекта «Общественный контроль за процедурами приёма в вузы как условие обеспечения равного доступа к образованию», подготовленному по заказу Общественной палаты РФ в 2011 году «Реавиз» занял 28 место по качеству приёма студентов в негосударственные вузы.
По данным рейтинговой группы RAEX Медицинский университет «Реавиз» занимает 98 место в рейтинге лучших вузов России

## Награды
Университетом учреждены и присваиваются награды - премия А.Ф. Краснова и медаль В.Д. Ивановой . 

## Исторически связанные вузы
- Самарский государственный университет
- Самарский военно-медицинский институт
- Самарский государственный медицинский университет